# Góg Anikó
Góg Anikó (Orosháza, 1980. február 10. –) magyar triatlonista, olimpikon, személyi edző.

## Pályafutása
Az 1995-ös cancúni junior világbajnokságon egyéniben és csapatban is aranyérmet szerzett. Részt vett a 2000-es sydney-i olimpián, ahol a 39. helyen végzett.
A Magyar Testnevelési Egyetem humánkineziológia szakán szerzett diplomát. Emellett hazai és nemzetközi képzési rendszerben különböző edzői végzettségeket szerzett (Technogym Master Trainer, Polar Level III-as szintű tréner, pre&postnatal instruktor, funkcionális tréner, ACE Health Coach).
A BISA-programot (Back In Shape Again) második kislánya születését követően hozta létre, amelyben saját regenerációját mutatta be és később ebből fejlődtek ki a jelenlegi online edzésprogramjai.

## Sikerei, díjai
- Junior Európa-bajnokság (U15)
  - aranyérmes: 1995
- Junior világbajnokság
  - aranyérmes (2): 1995 (U15, egyéni, csapat)
  - 9.: 1998 (U18, egyéni)[3]
  - 7.: 2000 (U23, egyéni)
- Magyar bajnokság
  - hosszútávú bajnokság (Nagyatád)
    - bajnok: 2009

  - csapatbajnokság
    - 3: 2008

## Művei
- Újra én – Edzés a várandósság alatt és a szülés után. Jaffa Kiadó, 2019.